# Хигдон, Майкл
Майкл Хигдон (англ. Michael Higdon; 2 сентября 1983, Ливерпуль) — английский футболист, выступавший на позиции нападающего.

## Карьера

### «Кру Александра»
Хигдон начал профессиональную карьеру в «Кру Александра» в 2003 году. Он изначально использовался в качестве полузащитника, но из-за своего роста и физического телосложения был переведён в нападение менеджером Дарио Гради. Самым известным моментом в карьере Майкла за «Кру» стал последний матч сезона 2004/05 против «Ковентри Сити», где он забил победный гол, который позволил остаться «Кру» в чемпионате.

### «Фалкирк»
На правах свободного агента Майкл перешёл в клуб шотландской Премьер-лиги «Фалкирк» в июне 2007 года. Ему был предложен контракт от «Кру Александра», но он его не принял, потому что чувствовал, что из-за хорошего выступления Ники Мейнарда и Люка Варни места в основе у него не будет. В дебютном матче против «Гретны» Хигдон оформил «дубль» в ворота соперника.
В последней игре шотландской премьер-лиги 2008/09 Майкл забил победный гол, который позволил «Фалкирку» остаться в Премьер-лиге, сместив «Инвернесс Каледониан Тисл» в зону выбывания в Первый дивизион Шотландии.

### «Сент-Миррен»
Хигдон перешёл в «Сент-Миррен» 24 июня 2009 года и забил свой первый гол за клуб в матче Кубка шотландской лиги против «Эйр Юнайтед».
В сезоне 2010/11 Хигдон сделал свой первый хет-трик в матче против «Гамильтон Академикал» (3:1) 2 апреля 2011 года. В этом сезоне Майкл Хигдон в общей сложности забил 15 голов в 33 матчах за «Сент-Миррен».

### «Мотеруэлл»
3 июня 2011 года Хигдон перешёл из «Сент-Миррена» в «Мотеруэлл (футбольный клуб)|Мотеруэлл». Дебют состоялся 23 июля против «Инвернесс Каледониан Тисл» на «Фир Парке». Первый гол за «Мотеруэлл» Хигдон забил в Кубке шотландской лиги против «Клайда» (4:0) на «Броудвуде». 22 февраля 2012 года Хигдон сделал свой первый хет-трик за «Мотеруэлл» против «Хиберниана» (4:3) на «Фир Парке».
Хигдон забил много голов за «Мотеруэлл» в сезоне 2012/2013, став лучшим бомбардиром «Мотеруэлла» со времён Второй мировой войны. Он закончил сезон с 26 голами, став лучшим бомбардиром лиги. Также Майкл был признан Игроком года Шотландии, но позже был арестован по подозрению в нападении в одном из ночных клубов.
27 июня 2013 Хигдон передал через своего агента, что не вернётся в «Мотеруэлл» для предсезонной подготовки.

### НЕК
8 июля 2013 года Хигдон подписал двухлетний контракт с НЕК. Дебют в составе НЕК состоялся в день открытия сезона лиги — домашний проигрыш «Гронингену» 1:4. Хигдон забил свой первый гол за НЕК с пенальти в домашней игре против «Валвейка» (2:2).

### Шеффилд Юнайтед
4 августа 2014 года Хигдон вернулся в Англию, где за неизвестную сумму подписал двухлетний контракт с «Шеффилд Юнайтед». 9 августа 2014 года Майкл забил в своем дебютном матче против «Бристоль Сити». Свой второй гол за «Клинков» был забит в ворота «Лейтон Ориент» в третьем раунде Кубка Футбольной лиги. 28 октября 2014 года Майкл оформил победный дубль в четвёртом раунде в матче против «Милтон-Кинс Донс» (2:1).

## Достижения
- Молочный кубок: Победитель юниорской группы (1998)[14][15]
- Кубок Ренфрушир: 2010[16]
- Лучший бомбардир шотландской Премьер-лиги: 2012/2013
- Игрок года по версии футболистов ШПФА: 2012/2013